# Comtat de Porcien
El comtat de Porcien fou una jurisdicció feudal de França centrada a Château-Porcien.
La primera menció del pagus Portuensis (les terres al nord de Rethel) és del segle VIII; llavors ja era un comtat i sota els carolingis va estar governat per fidels de la dinastia; apareixen diversos Rogers el que podria implicar que la família estava emparentada al comtes de Laon. En el tractat de Verdun del 843 va quedar per Carles el Calb en el límit amb la Frància Mitjana assignada a Lotari I.
Un comte de nom Bernat hauria deixat una part del seu territori a un segon fill que fou el pare d'Artald arquebisbe de Reims i del seu suposat germà Dodó, senyor d'Omont, pare o oncle de Manassès I que va governar a Omont i Rethel i va agafar el títol de comte convertit després únicament en comte de Rethel (Omont va quedar com un comtat satel·lit). Porcien hauria passat a un altre fill, Esteve, que apareix al govern a la meitat del segle x, el qual estava casat amb Fredevida i va fundar el priorat de Thin le Moutier i el castell de Mirwart (a la comarca de l'Ivois); va fer una donació a l'abadia de Chauvency (prop de Montmédy) quan havia quedat paralític. La darrera donació en què consta és del 955. Es pensa que potser va envair el comtat d'Ivois i va expulsar al comte Raül II ocupant el seu lloc.
Segueixen després dos comtes Roger, el primer esmentat vers 1053; el segon Roger comte de Porcien seria fill de Renald i d'Aelis. Aquest Roger es va casar amb Ermengarda i foren els pares de Sibilla, comtessa de Porcien, que es va casar el 1087 amb Jofre o Godofred de Namur (fill del comte Albert III de Namur) del que es va divorciar el 1104, que el 1097 fou comte uxori de Porcien fins al 1104, havent succeït entremig (1102) al seu pare com a comte de Namur. Sibilla s'hauria amistançat després amb Enguerrand I de Boves comte d'Amiens i senyor de Coucy (fill de Dreux de Boves).
La realitat sembla diferent. Vers el 1053 apareix Roger casat amb la filla de Gervasi, veguer de Reims (Châtillon), després el 1056 Manassès, i després Renald, fill de Manassès (i no Renal pare de Roger). Manassès comte de Porcien seria diferent del seu homònim i parent Manassès III d'Omont i Rethel. A Manassès el va seguir el seu fill Renald de Porcien, del qual a la seva mort en data desconeguda però segurament prop del 1100 va passar a la seva filla Sibilla de Château, comtessa de Porcien nascuda el 1082, que es va casar vers el 1095 amb el comte Godofred I de Namur (amb els quals va tenir dues filles); es va casar al cap d'uns tres anys amb Enric Hacelí II senyor de Grandpré amb el que va tenir a Enric I comte de Porcien i a Alix Adelaida; Enric va agafar el govern vers el 1220 i va governar fins al 1151; es va casar en primeres noces abans del 1114 amb Ermentruda de Joux (Grandson) de Montfaucon (filla de Ricard II de Montfaucon) amb la que va tenir a Enric II, que fou comte de Grandpré; a Robert de Grandpré (1130-1199) que fou arxidiaca de Châlons; Renald de Sommepy, senyor de Sommepy (+1176); Jofre, senyor del castell de Balham que va heretar el comtat de Porcien; Alix o Adelaida de Grandpré; i Bartolomeu de Grandpré; en segones noces es va casar a Alix de Joinville, filla de Roger I comte de Joinville.
Jofre I de Grandpré va ser senyor de Balham i comte de Château Porcien fins a 1185. Es va casar amb Alix de Bazoches; el va succeir el fill Jofre II casat amb Beatriu i mort entre 1196 i 1201; el seu successor fou el fill Raül de Grandpré que va morir vers 1218; fou senyor de Balham i de Château Pocien i estava casat amb Agnes de Quierzy, filla de Gilbert senyor de Quierzy i de Muret amb la que només va tenir una filla, Isabel, casada amb Jaume I senyor de Montchalons i casada en segones noces amb Gil de Roisin senyor de Château Porcien.
Morta Isabel i Gil amb poca diferència el 1265 la senyoria de Château Porcien, formada per una part de l'antic comtat de Porcien dividit el 1165, va passar per diversos convenis a Teobald V de Xampanya i després a Enric III de Xampanya (1270-1274), anant a mans de la seva filla i hereva Joana I de Navarra casada el 1284 amb Felip IV de França el Bell, rei de França. Aquest estava interessat en la senyoria de Châtillon que posseïa Gaucher i on volia establir un prebostat reial; i aquest senyor va acordar la cessió de Châtillon al rei a canvi el comtat de Porcien, que estava dins l'herència de la seva dona, les senyories de Rozoy i Gandelu (comprada pel rei al seu titular) i alguns altres drets. Així des de 1286 Gaucher V de Châtillon fou comte de Porcien (Gaucher I) i el va seguir el seu fill Gaucher II (VII de Châtillon) i a aquest el fill Joan I de Châtillon (+1391) que del seu segon matrimoni amb Jacquelina de Trie va tenir a Joan II de Châtillon que el 10 d'octubre de 1400 va vendre el comtat al fill del rei Carles V de França, Lluís de França duc d'Orleans (1392-1407) que fou comte de Porcien (1400-1407) i el va heretar el seu fill Carles de França (duc d'Orleans 1407-1465) que el 1435 va vendre el comtat a Antoni de Croy, senyor de Renty.
Aquest va morir el 1475 i va deixar el comtat al seu fill Felip I (1475-1511), a la mort del qual va passar al seu fill Enric que va morir al cap de només uns tres anys. El va heretar llavors el seu germà Carles, pare d'Antoni successor en data desconeguda, el qual va aconseguir del reis Carles IX de França, l'elevació del comtat en principat amb l'afegit de diverses senyories (Montcornet, Rocroy, Sainte-Menehouild, etc.). Antoni va morir el 1567. La successió va passar llavors a un fill d'Enric, Felip II de Porcien, mort el 1595. Per un joc d'herències i drets va acabar en mans el 1608 de Carles de Gonzaga, duc de Màntua i després de restar a la casa de Màntua fins al 1659 foren venuts al cardenal Mazzarino en aquest any; el cardenal el va llegar a una neboda, casada amb Armand Carles de la Porte, i aquesta família va pertànyer fins a la revolució.

## Llista de comtes
- Roger, segle ix
- Bernat primera meitat del segle X
- Esteve, vers 955
- Desconegut/s
- Roger I vers 1053
- Manassès, esmentat el 1056
- Renald ?
- Roger II ?
- Sibilla 1097-1120
- Jofre o Godofred de Namur (comte de Namur des de 1102) 1097-1104)
- Enric I de Grandpré 1120-1151
- Jofre I de Balham 1151-1185
- Jofre II de Balham 1185-1196/1201
- Raül de Balham 1196/1201-1218
- Isabel 1218-1265
- Jaume I senyor de Montchalons 1235-1247
- Gil de Roisin 1247-1265
- Teobald V de Xampanya 1265-1270
- Enric III de Xampanya 1270-1274
- Joana de Navarra 1274-1286
- Felip el Bell de França 1284-1286
- Gaucher de Châtillon 1286-1329
- Gaucher II (VII de Châtillon, Gaucher VI va morir el 1325) 1329-1342
- Joan I de Châtillon 1342-1391
- Joan II de Châtillon 1391-1400
- Lluís de França duc d'Orleans 1400-1407
- Carles de França duc d'Orleans 1407-1435
- Antoni I de Croy, 1435-1475
- Felip I de Croy 1475-1511
- Enric de Croy (II de Porcien) 1511-1514
- Carles de Croy 1514-?
- Antoni II de Croy ?-1567, principat de Porcien vers 1552.
- Felip II de Croy 1567-1595
- Als Gonzaga de Màntua 1608-1659
- A Mazzarino 1659-1661
- Als de la Porte 1661-1790

## Genealogia
|                                           |                                           |                                           |                                           |                                           |                                           |  |  |                                                   |                                                   |                                                   |                                                   |                                                   |                                                   |                            |                            |                                      |                                      |                                      |                                      |                                      |                                      |                         |                         |                           |                           |                           |                           |                            |                            |                            |                            |                                            |                                            |                                            |                                            |                                            |                                            |                              |                              |                                             |                                             |                                             |                                             |                                             |                                             |                                             |                                             |                                                        |                                                        |                                                        |                                                        |                                                        |                                                        |   |   |                                                              |                                                              |                                                              |                                                              |                                                              |                                                              |  |  |  |  |  |  |  |  |  |  |  |  |  |  |  |  |  |  |  |  |  |  |  |  |  |  |  |  |  |  |  |  |
|                                           |                                           |                                           |                                           |                                           |                                           |  |  |                                                   |                                                   |                                                   |                                                   |                                                   |                                                   |                            |                            |                                      |                                      |                                      |                                      |                                      |                                      |                         |                         |                           |                           |                           |                           |                            |                            |                            |                            |                                            |                                            |                                            |                                            |                                            |                                            |                              |                              |                                             |                                             |                                             |                                             |                                             |                                             |                                             |                                             |                                                        |                                                        |                                                        |                                                        |                                                        |                                                        |   |   |                                                              |                                                              |                                                              |                                                              |                                                              |                                                              |  |  |  |  |  |  |  |  |  |  |  |  |  |  |  |  |  |  |  |  |  |  |  |  |  |  |  |  |  |  |  |  |
|                                           |                                           |                                           |                                           |                                           |                                           |  |  |                                                   |                                                   |                                                   |                                                   |                                                   |                                                   |                            |                            |                                      |                                      |                                      |                                      | Bernat comte de Porcien              | Bernat comte de Porcien              | Bernat comte de Porcien | Bernat comte de Porcien | Bernat comte de Porcien   | Bernat comte de Porcien   |                           |                           |                            |                            |                            |                            | N o NN                                     | N o NN                                     | N o NN                                     | N o NN                                     | N o NN                                     | N o NN                                     |                              |                              |                                             |                                             |                                             |                                             |                                             |                                             |                                             |                                             |                                                        |                                                        |                                                        |                                                        |                                                        |                                                        |   |   |                                                              |                                                              |                                                              |                                                              |                                                              |                                                              |  |  |  |  |  |  |  |  |  |  |  |  |  |  |  |  |  |  |  |  |  |  |  |  |  |  |  |  |  |  |  |  |
|                                           |                                           |                                           |                                           |                                           |                                           |  |  |                                                   |                                                   |                                                   |                                                   |                                                   |                                                   |                            |                            |                                      |                                      |                                      |                                      | Bernat comte de Porcien              | Bernat comte de Porcien              | Bernat comte de Porcien | Bernat comte de Porcien | Bernat comte de Porcien   | Bernat comte de Porcien   |                           |                           |                            |                            |                            |                            | N o NN                                     | N o NN                                     | N o NN                                     | N o NN                                     | N o NN                                     | N o NN                                     |                              |                              |                                             |                                             |                                             |                                             |                                             |                                             |                                             |                                             |                                                        |                                                        |                                                        |                                                        |                                                        |                                                        |   |   |                                                              |                                                              |                                                              |                                                              |                                                              |                                                              |  |  |  |  |  |  |  |  |  |  |  |  |  |  |  |  |  |  |  |  |  |  |  |  |  |  |  |  |  |  |  |  |
|                                           |                                           |                                           |                                           |                                           |                                           |  |  |                                                   |                                                   |                                                   |                                                   |                                                   |                                                   |                            |                            |                                      |                                      |                                      |                                      |                                      |                                      |                         |                         |                           |                           |                           |                           |                            |                            |                            |                            |                                            |                                            |                                            |                                            |                                            |                                            |                              |                              |                                             |                                             |                                             |                                             |                                             |                                             |                                             |                                             |                                                        |                                                        |                                                        |                                                        |                                                        |                                                        |   |   |                                                              |                                                              |                                                              |                                                              |                                                              |                                                              |  |  |  |  |  |  |  |  |  |  |  |  |  |  |  |  |  |  |  |  |  |  |  |  |  |  |  |  |  |  |  |  |
|                                           |                                           |                                           |                                           |                                           |                                           |  |  |                                                   |                                                   |                                                   |                                                   |                                                   |                                                   |                            |                            |                                      |                                      |                                      |                                      | Esteve comte de Porcien              | Esteve comte de Porcien              | Esteve comte de Porcien | Esteve comte de Porcien | Esteve comte de Porcien   | Esteve comte de Porcien   |                           |                           | Artald arquebisbe de Reims | Artald arquebisbe de Reims | Artald arquebisbe de Reims | Artald arquebisbe de Reims | Artald arquebisbe de Reims                 | Artald arquebisbe de Reims                 |                                            |                                            | Dudó senyor d'Omont                        | Dudó senyor d'Omont                        | Dudó senyor d'Omont          | Dudó senyor d'Omont          | Dudó senyor d'Omont                         | Dudó senyor d'Omont                         |                                             |                                             | Thierry                                     | Thierry                                     | Thierry                                     | Thierry                                     | Thierry                                                | Thierry                                                |                                                        |                                                        | N                                                      | N                                                      | N | N | N                                                            | N                                                            |                                                              |                                                              |                                                              |                                                              |  |  |  |  |  |  |  |  |  |  |  |  |  |  |  |  |  |  |  |  |  |  |  |  |  |  |  |  |  |  |  |  |
|                                           |                                           |                                           |                                           |                                           |                                           |  |  |                                                   |                                                   |                                                   |                                                   |                                                   |                                                   |                            |                            |                                      |                                      |                                      |                                      | Esteve comte de Porcien              | Esteve comte de Porcien              | Esteve comte de Porcien | Esteve comte de Porcien | Esteve comte de Porcien   | Esteve comte de Porcien   |                           |                           | Artald arquebisbe de Reims | Artald arquebisbe de Reims | Artald arquebisbe de Reims | Artald arquebisbe de Reims | Artald arquebisbe de Reims                 | Artald arquebisbe de Reims                 |                                            |                                            | Dudó senyor d'Omont                        | Dudó senyor d'Omont                        | Dudó senyor d'Omont          | Dudó senyor d'Omont          | Dudó senyor d'Omont                         | Dudó senyor d'Omont                         |                                             |                                             | Thierry                                     | Thierry                                     | Thierry                                     | Thierry                                     | Thierry                                                | Thierry                                                |                                                        |                                                        | N                                                      | N                                                      | N | N | N                                                            | N                                                            |                                                              |                                                              |                                                              |                                                              |  |  |  |  |  |  |  |  |  |  |  |  |  |  |  |  |  |  |  |  |  |  |  |  |  |  |  |  |  |  |  |  |
|                                           |                                           |                                           |                                           |                                           |                                           |  |  |                                                   |                                                   |                                                   |                                                   |                                                   |                                                   |                            |                            |                                      |                                      |                                      |                                      |                                      |                                      |                         |                         |                           |                           |                           |                           |                            |                            |                            |                            |                                            |                                            |                                            |                                            |                                            |                                            |                              |                              |                                             |                                             |                                             |                                             |                                             |                                             |                                             |                                             |                                                        |                                                        |                                                        |                                                        |                                                        |                                                        |   |   |                                                              |                                                              |                                                              |                                                              |                                                              |                                                              |  |  |  |  |  |  |  |  |  |  |  |  |  |  |  |  |  |  |  |  |  |  |  |  |  |  |  |  |  |  |  |  |
|                                           |                                           |                                           |                                           |                                           |                                           |  |  |                                                   |                                                   |                                                   |                                                   |                                                   |                                                   |                            |                            |                                      |                                      |                                      |                                      | Comtes de Porcien                    | Comtes de Porcien                    | Comtes de Porcien       | Comtes de Porcien       | Comtes de Porcien         | Comtes de Porcien         |                           |                           |                            |                            |                            |                            |                                            |                                            |                                            |                                            |                                            |                                            |                              |                              |                                             |                                             |                                             |                                             | Manasses I comte de Rethel                  | Manasses I comte de Rethel                  | Manasses I comte de Rethel                  | Manasses I comte de Rethel                  | Manasses I comte de Rethel                             | Manasses I comte de Rethel                             |                                                        |                                                        |                                                        |                                                        |   |   |                                                              |                                                              |                                                              |                                                              |                                                              |                                                              |  |  |  |  |  |  |  |  |  |  |  |  |  |  |  |  |  |  |  |  |  |  |  |  |  |  |  |  |  |  |  |  |
|                                           |                                           |                                           |                                           |                                           |                                           |  |  |                                                   |                                                   |                                                   |                                                   |                                                   |                                                   |                            |                            |                                      |                                      |                                      |                                      | Comtes de Porcien                    | Comtes de Porcien                    | Comtes de Porcien       | Comtes de Porcien       | Comtes de Porcien         | Comtes de Porcien         |                           |                           |                            |                            |                            |                            |                                            |                                            |                                            |                                            |                                            |                                            |                              |                              |                                             |                                             |                                             |                                             | Manasses I comte de Rethel                  | Manasses I comte de Rethel                  | Manasses I comte de Rethel                  | Manasses I comte de Rethel                  | Manasses I comte de Rethel                             | Manasses I comte de Rethel                             |                                                        |                                                        |                                                        |                                                        |   |   |                                                              |                                                              |                                                              |                                                              |                                                              |                                                              |  |  |  |  |  |  |  |  |  |  |  |  |  |  |  |  |  |  |  |  |  |  |  |  |  |  |  |  |  |  |  |  |
|                                           |                                           |                                           |                                           |                                           |                                           |  |  |                                                   |                                                   |                                                   |                                                   |                                                   |                                                   |                            |                            |                                      |                                      |                                      |                                      |                                      |                                      |                         |                         |                           |                           |                           |                           |                            |                            |                            |                            |                                            |                                            |                                            |                                            | Dada o Judit (de Roucy ?)                  | Dada o Judit (de Roucy ?)                  | Dada o Judit (de Roucy ?)    | Dada o Judit (de Roucy ?)    | Dada o Judit (de Roucy ?)                   | Dada o Judit (de Roucy ?)                   |                                             |                                             | Manasses II cte Rethel                      | Manasses II cte Rethel                      | Manasses II cte Rethel                      | Manasses II cte Rethel                      | Manasses II cte Rethel                                 | Manasses II cte Rethel                                 |                                                        |                                                        |                                                        |                                                        |   |   |                                                              |                                                              |                                                              |                                                              |                                                              |                                                              |  |  |  |  |  |  |  |  |  |  |  |  |  |  |  |  |  |  |  |  |  |  |  |  |  |  |  |  |  |  |  |  |
|                                           |                                           |                                           |                                           |                                           |                                           |  |  |                                                   |                                                   |                                                   |                                                   |                                                   |                                                   |                            |                            |                                      |                                      |                                      |                                      |                                      |                                      |                         |                         |                           |                           |                           |                           |                            |                            |                            |                            |                                            |                                            |                                            |                                            | Dada o Judit (de Roucy ?)                  | Dada o Judit (de Roucy ?)                  | Dada o Judit (de Roucy ?)    | Dada o Judit (de Roucy ?)    | Dada o Judit (de Roucy ?)                   | Dada o Judit (de Roucy ?)                   |                                             |                                             | Manasses II cte Rethel                      | Manasses II cte Rethel                      | Manasses II cte Rethel                      | Manasses II cte Rethel                      | Manasses II cte Rethel                                 | Manasses II cte Rethel                                 |                                                        |                                                        |                                                        |                                                        |   |   |                                                              |                                                              |                                                              |                                                              |                                                              |                                                              |  |  |  |  |  |  |  |  |  |  |  |  |  |  |  |  |  |  |  |  |  |  |  |  |  |  |  |  |  |  |  |  |
|                                           |                                           |                                           |                                           |                                           |                                           |  |  |                                                   |                                                   |                                                   |                                                   |                                                   |                                                   |                            |                            |                                      |                                      |                                      |                                      |                                      |                                      |                         |                         |                           |                           |                           |                           |                            |                            |                            |                            |                                            |                                            |                                            |                                            |                                            |                                            |                              |                              |                                             |                                             |                                             |                                             |                                             |                                             |                                             |                                             |                                                        |                                                        |                                                        |                                                        |                                                        |                                                        |   |   |                                                              |                                                              |                                                              |                                                              |                                                              |                                                              |  |  |  |  |  |  |  |  |  |  |  |  |  |  |  |  |  |  |  |  |  |  |  |  |  |  |  |  |  |  |  |  |
|                                           |                                           |                                           |                                           |                                           |                                           |  |  |                                                   |                                                   |                                                   |                                                   |                                                   |                                                   |                            |                            |                                      |                                      |                                      |                                      |                                      |                                      |                         |                         |                           |                           |                           |                           | Judit (de Lotaríngia ?)    | Judit (de Lotaríngia ?)    | Judit (de Lotaríngia ?)    | Judit (de Lotaríngia ?)    | Judit (de Lotaríngia ?)                    | Judit (de Lotaríngia ?)                    |                                            |                                            | Manassès III comte de Rethel               | Manassès III comte de Rethel               | Manassès III comte de Rethel | Manassès III comte de Rethel | Manassès III comte de Rethel                | Manassès III comte de Rethel                |                                             |                                             | Doda x Godofred II, duc de Baixa Lotaríngia | Doda x Godofred II, duc de Baixa Lotaríngia | Doda x Godofred II, duc de Baixa Lotaríngia | Doda x Godofred II, duc de Baixa Lotaríngia | Doda x Godofred II, duc de Baixa Lotaríngia            | Doda x Godofred II, duc de Baixa Lotaríngia            |                                                        |                                                        |                                                        |                                                        |   |   |                                                              |                                                              |                                                              |                                                              |                                                              |                                                              |  |  |  |  |  |  |  |  |  |  |  |  |  |  |  |  |  |  |  |  |  |  |  |  |  |  |  |  |  |  |  |  |
|                                           |                                           |                                           |                                           |                                           |                                           |  |  |                                                   |                                                   |                                                   |                                                   |                                                   |                                                   |                            |                            |                                      |                                      |                                      |                                      |                                      |                                      |                         |                         |                           |                           |                           |                           | Judit (de Lotaríngia ?)    | Judit (de Lotaríngia ?)    | Judit (de Lotaríngia ?)    | Judit (de Lotaríngia ?)    | Judit (de Lotaríngia ?)                    | Judit (de Lotaríngia ?)                    |                                            |                                            | Manassès III comte de Rethel               | Manassès III comte de Rethel               | Manassès III comte de Rethel | Manassès III comte de Rethel | Manassès III comte de Rethel                | Manassès III comte de Rethel                |                                             |                                             | Doda x Godofred II, duc de Baixa Lotaríngia | Doda x Godofred II, duc de Baixa Lotaríngia | Doda x Godofred II, duc de Baixa Lotaríngia | Doda x Godofred II, duc de Baixa Lotaríngia | Doda x Godofred II, duc de Baixa Lotaríngia            | Doda x Godofred II, duc de Baixa Lotaríngia            |                                                        |                                                        |                                                        |                                                        |   |   |                                                              |                                                              |                                                              |                                                              |                                                              |                                                              |  |  |  |  |  |  |  |  |  |  |  |  |  |  |  |  |  |  |  |  |  |  |  |  |  |  |  |  |  |  |  |  |
|                                           |                                           |                                           |                                           |                                           |                                           |  |  |                                                   |                                                   |                                                   |                                                   |                                                   |                                                   |                            |                            |                                      |                                      |                                      |                                      |                                      |                                      |                         |                         |                           |                           |                           |                           |                            |                            |                            |                            |                                            |                                            |                                            |                                            |                                            |                                            |                              |                              |                                             |                                             |                                             |                                             |                                             |                                             |                                             |                                             |                                                        |                                                        |                                                        |                                                        |                                                        |                                                        |   |   |                                                              |                                                              |                                                              |                                                              |                                                              |                                                              |  |  |  |  |  |  |  |  |  |  |  |  |  |  |  |  |  |  |  |  |  |  |  |  |  |  |  |  |  |  |  |  |
|                                           |                                           |                                           |                                           |                                           |                                           |  |  |                                                   |                                                   |                                                   |                                                   |                                                   |                                                   |                            |                            |                                      |                                      |                                      |                                      |                                      |                                      |                         |                         | Melisenda de Montlhéry    | Melisenda de Montlhéry    | Melisenda de Montlhéry    | Melisenda de Montlhéry    | Melisenda de Montlhéry     | Melisenda de Montlhéry     |                            |                            | Hug I comte de Rethel                      | Hug I comte de Rethel                      | Hug I comte de Rethel                      | Hug I comte de Rethel                      | Hug I comte de Rethel                      | Hug I comte de Rethel                      |                              |                              |                                             |                                             |                                             |                                             |                                             |                                             |                                             |                                             |                                                        |                                                        |                                                        |                                                        |                                                        |                                                        |   |   |                                                              |                                                              |                                                              |                                                              |                                                              |                                                              |  |  |  |  |  |  |  |  |  |  |  |  |  |  |  |  |  |  |  |  |  |  |  |  |  |  |  |  |  |  |  |  |
|                                           |                                           |                                           |                                           |                                           |                                           |  |  |                                                   |                                                   |                                                   |                                                   |                                                   |                                                   |                            |                            |                                      |                                      |                                      |                                      |                                      |                                      |                         |                         | Melisenda de Montlhéry    | Melisenda de Montlhéry    | Melisenda de Montlhéry    | Melisenda de Montlhéry    | Melisenda de Montlhéry     | Melisenda de Montlhéry     |                            |                            | Hug I comte de Rethel                      | Hug I comte de Rethel                      | Hug I comte de Rethel                      | Hug I comte de Rethel                      | Hug I comte de Rethel                      | Hug I comte de Rethel                      |                              |                              |                                             |                                             |                                             |                                             |                                             |                                             |                                             |                                             |                                                        |                                                        |                                                        |                                                        |                                                        |                                                        |   |   |                                                              |                                                              |                                                              |                                                              |                                                              |                                                              |  |  |  |  |  |  |  |  |  |  |  |  |  |  |  |  |  |  |  |  |  |  |  |  |  |  |  |  |  |  |  |  |
|                                           |                                           |                                           |                                           |                                           |                                           |  |  |                                                   |                                                   |                                                   |                                                   |                                                   |                                                   |                            |                            |                                      |                                      |                                      |                                      |                                      |                                      |                         |                         |                           |                           |                           |                           |                            |                            |                            |                            |                                            |                                            |                                            |                                            |                                            |                                            |                              |                              |                                             |                                             |                                             |                                             |                                             |                                             |                                             |                                             |                                                        |                                                        |                                                        |                                                        |                                                        |                                                        |   |   |                                                              |                                                              |                                                              |                                                              |                                                              |                                                              |  |  |  |  |  |  |  |  |  |  |  |  |  |  |  |  |  |  |  |  |  |  |  |  |  |  |  |  |  |  |  |  |
|                                           |                                           |                                           |                                           |                                           |                                           |  |  |                                                   |                                                   |                                                   |                                                   |                                                   |                                                   |                            |                            |                                      |                                      |                                      |                                      |                                      |                                      |                         |                         |                           |                           |                           |                           |                            |                            |                            |                            |                                            |                                            |                                            |                                            |                                            |                                            |                              |                              |                                             |                                             |                                             |                                             |                                             |                                             |                                             |                                             |                                                        |                                                        |                                                        |                                                        |                                                        |                                                        |   |   |                                                              |                                                              |                                                              |                                                              |                                                              |                                                              |  |  |  |  |  |  |  |  |  |  |  |  |  |  |  |  |  |  |  |  |  |  |  |  |  |  |  |  |  |  |  |  |
| Manassès                                  | Manassès                                  | Manassès                                  | Manassès                                  | Manassès                                  | Manassès                                  |  |  |                                                   |                                                   |                                                   |                                                   | Balduí II rei de Jerusalem                        | Balduí II rei de Jerusalem                        | Balduí II rei de Jerusalem | Balduí II rei de Jerusalem | Balduí II rei de Jerusalem           | Balduí II rei de Jerusalem           |                                      |                                      |                                      |                                      |                         |                         |                           |                           |                           |                           |                            |                            |                            |                            | Gerves comte de Rethel x Elisabet de Namur | Gerves comte de Rethel x Elisabet de Namur | Gerves comte de Rethel x Elisabet de Namur | Gerves comte de Rethel x Elisabet de Namur | Gerves comte de Rethel x Elisabet de Namur | Gerves comte de Rethel x Elisabet de Namur |                              |                              | Matilde comtessa de Rethel x Eudes de Vitry | Matilde comtessa de Rethel x Eudes de Vitry | Matilde comtessa de Rethel x Eudes de Vitry | Matilde comtessa de Rethel x Eudes de Vitry | Matilde comtessa de Rethel x Eudes de Vitry | Matilde comtessa de Rethel x Eudes de Vitry |                                             |                                             | Hodierna x1 Heribrand II de Hierges x2 Roger de Salern | Hodierna x1 Heribrand II de Hierges x2 Roger de Salern | Hodierna x1 Heribrand II de Hierges x2 Roger de Salern | Hodierna x1 Heribrand II de Hierges x2 Roger de Salern | Hodierna x1 Heribrand II de Hierges x2 Roger de Salern | Hodierna x1 Heribrand II de Hierges x2 Roger de Salern |   |   | Beatriu (?) x Lleó I d'Armènia Menor príncep d'Armènia Menor | Beatriu (?) x Lleó I d'Armènia Menor príncep d'Armènia Menor | Beatriu (?) x Lleó I d'Armènia Menor príncep d'Armènia Menor | Beatriu (?) x Lleó I d'Armènia Menor príncep d'Armènia Menor | Beatriu (?) x Lleó I d'Armènia Menor príncep d'Armènia Menor | Beatriu (?) x Lleó I d'Armènia Menor príncep d'Armènia Menor |  |  |  |  |  |  |  |  |  |  |  |  |  |  |  |  |  |  |  |  |  |  |  |  |  |  |  |  |  |  |  |  |
| Manassès                                  | Manassès                                  | Manassès                                  | Manassès                                  | Manassès                                  | Manassès                                  |  |  |                                                   |                                                   |                                                   |                                                   | Balduí II rei de Jerusalem                        | Balduí II rei de Jerusalem                        | Balduí II rei de Jerusalem | Balduí II rei de Jerusalem | Balduí II rei de Jerusalem           | Balduí II rei de Jerusalem           |                                      |                                      |                                      |                                      |                         |                         |                           |                           |                           |                           |                            |                            |                            |                            | Gerves comte de Rethel x Elisabet de Namur | Gerves comte de Rethel x Elisabet de Namur | Gerves comte de Rethel x Elisabet de Namur | Gerves comte de Rethel x Elisabet de Namur | Gerves comte de Rethel x Elisabet de Namur | Gerves comte de Rethel x Elisabet de Namur |                              |                              | Matilde comtessa de Rethel x Eudes de Vitry | Matilde comtessa de Rethel x Eudes de Vitry | Matilde comtessa de Rethel x Eudes de Vitry | Matilde comtessa de Rethel x Eudes de Vitry | Matilde comtessa de Rethel x Eudes de Vitry | Matilde comtessa de Rethel x Eudes de Vitry |                                             |                                             | Hodierna x1 Heribrand II de Hierges x2 Roger de Salern | Hodierna x1 Heribrand II de Hierges x2 Roger de Salern | Hodierna x1 Heribrand II de Hierges x2 Roger de Salern | Hodierna x1 Heribrand II de Hierges x2 Roger de Salern | Hodierna x1 Heribrand II de Hierges x2 Roger de Salern | Hodierna x1 Heribrand II de Hierges x2 Roger de Salern |   |   | Beatriu (?) x Lleó I d'Armènia Menor príncep d'Armènia Menor | Beatriu (?) x Lleó I d'Armènia Menor príncep d'Armènia Menor | Beatriu (?) x Lleó I d'Armènia Menor príncep d'Armènia Menor | Beatriu (?) x Lleó I d'Armènia Menor príncep d'Armènia Menor | Beatriu (?) x Lleó I d'Armènia Menor príncep d'Armènia Menor | Beatriu (?) x Lleó I d'Armènia Menor príncep d'Armènia Menor |  |  |  |  |  |  |  |  |  |  |  |  |  |  |  |  |  |  |  |  |  |  |  |  |  |  |  |  |  |  |  |  |
|                                           |                                           |                                           |                                           |                                           |                                           |  |  |                                                   |                                                   |                                                   |                                                   |                                                   |                                                   |                            |                            |                                      |                                      |                                      |                                      |                                      |                                      |                         |                         |                           |                           |                           |                           |                            |                            |                            |                            |                                            |                                            |                                            |                                            |                                            |                                            |                              |                              |                                             |                                             |                                             |                                             |                                             |                                             |                                             |                                             |                                                        |                                                        |                                                        |                                                        |                                                        |                                                        |   |   |                                                              |                                                              |                                                              |                                                              |                                                              |                                                              |  |  |  |  |  |  |  |  |  |  |  |  |  |  |  |  |  |  |  |  |  |  |  |  |  |  |  |  |  |  |  |  |
| Mélisenda reina de Jerusalem Folc d'Anjou | Mélisenda reina de Jerusalem Folc d'Anjou | Mélisenda reina de Jerusalem Folc d'Anjou | Mélisenda reina de Jerusalem Folc d'Anjou | Mélisenda reina de Jerusalem Folc d'Anjou | Mélisenda reina de Jerusalem Folc d'Anjou |  |  | Alix x Bohemon II d'Antioquia príncep d'Antioquia | Alix x Bohemon II d'Antioquia príncep d'Antioquia | Alix x Bohemon II d'Antioquia príncep d'Antioquia | Alix x Bohemon II d'Antioquia príncep d'Antioquia | Alix x Bohemon II d'Antioquia príncep d'Antioquia | Alix x Bohemon II d'Antioquia príncep d'Antioquia |                            |                            | Hodierna x Ramon II comte de Trípoli | Hodierna x Ramon II comte de Trípoli | Hodierna x Ramon II comte de Trípoli | Hodierna x Ramon II comte de Trípoli | Hodierna x Ramon II comte de Trípoli | Hodierna x Ramon II comte de Trípoli |                         |                         | Iveta abadessa de Betània | Iveta abadessa de Betània | Iveta abadessa de Betània | Iveta abadessa de Betània | Iveta abadessa de Betània  | Iveta abadessa de Betània  |                            |                            | Elisabet x Robert de Marmion               | Elisabet x Robert de Marmion               | Elisabet x Robert de Marmion               | Elisabet x Robert de Marmion               | Elisabet x Robert de Marmion               | Elisabet x Robert de Marmion               |                              |                              | Segona casa de Rethel                       | Segona casa de Rethel                       | Segona casa de Rethel                       | Segona casa de Rethel                       | Segona casa de Rethel                       | Segona casa de Rethel                       |                                             |                                             |                                                        |                                                        |                                                        |                                                        |                                                        |                                                        |   |   |                                                              |                                                              |                                                              |                                                              |                                                              |                                                              |  |  |  |  |  |  |  |  |  |  |  |  |  |  |  |  |  |  |  |  |  |  |  |  |  |  |  |  |  |  |  |  |